# 共和国广场-歌剧院站
共和国广场-歌剧院站（義大利語：Repubblica - Teatro dell'Opera）是罗马地铁A线的一个地铁站。该站于1980年启用，得名于所在的共和国广场。

## 附近
- 共和国广场
  - 天使与殉教者圣母大殿
  - 戴克里先浴场
  - 天使与殉教者圣母大殿
  - 罗马国家博物馆
- 罗马歌剧院
- 民族街
  - 四喷泉街
  - 维米那勒山
  - 内政部
  - 维米那勒宫
- Largo 圣女苏撒纳
  - Fontana dell'Acqua Felice
  - 戴克里先浴场圣女苏撒纳堂
  - 胜利之后圣母堂
    - 《圣女大德兰的神魂超拔》，贝尔尼尼

  - 浴场圣伯尔纳铎堂
- 九月二十日街
  - 财政部
  - 庇亚门